# Eternal Blue
Eternal Blue (englisch Ewiges Blau) ist das erste Studioalbum der kanadischen Metal-Band Spiritbox. Das Album wurde am 24. September 2021 über Rise Records veröffentlicht.

## Entstehung
Die meisten Lieder für das Album entstanden bereits in den Jahren 2018 und 2019. Für die Vorproduktion arbeitete die Band über Zoom mit ihrem Produzenten Daniel Braunstein zusammen. Ursprünglich sollte das Album bereits im April 2020 erscheinen. Jedoch konnte dieser Termin wegen der COVID-19-Pandemie nicht gehalten werden. Aufgenommen wurde Eternal Blue auf der Old Heard Ranch in Joshua Tree, Kalifornien. Dort trafen sich die Musiker und der Produzent erstmals persönlich. Laut dem Gitarristen Mike Stringer hätte die Abgelegenheit der Ranch dazu geführt, dass alle Bandmitglieder ein wenig verrückt geworden wären. Wenn er das Gebäude verließ, konnte man nichts hören. Es habe sich angefühlt, „als wenn man in einem schalldichten Raum stünde“.
Sängerin Courtney LaPlante erklärte, dass sie manchmal gespenstische Figuren in den Bergen gesehen hätte. Die Trockenheit der Umgebung hatte starken Einfluss auf LaPlantes Gesang. Gegen Ende des Aufenthalts kamen Sandstürme auf, so dass die Musiker das Haus verbarrikadieren mussten. Die Aufnahmen dauerten drei Wochen und endeten Anfang März 2021. Das Schlagzeug wurde von Zev Rosenberg, Daniel Braunstein und Mike Stringer eingespielt. Als Gastsänger ist Sam Carter von der britischen Band Architects bei Yellowjacket zu hören. Daniel Braunstein mischte das Album, während Jens Bogren das Mastering übernahm. Das Albumcover wurde von Kevin Moore entworfen. Musikvideos wurden für die Lieder Holy Roller, Constance, Circle with Me, Secret Garden und Hurt You gedreht.

## Hintergrund
Der Albumtitel bezieht sich auf den Exploit EternalBlue, der Programmierfehler des Betriebssystems Windows ausnutzt. Der Exploit wurde vom US-amerikanischen Nachrichtendienst National Security Agency (NSA) entwickelt und führte zu ungewollten Abstürzen, die in einem Bluescreen endeten. Die Hackergruppierung The Shadow Brokers deckte den Exploit auf, woraufhin die NSA die Schwachstelle an den Windows-Entwickler Microsoft meldete. Das übergeordnete Thema der elf Lieder auf Eternal Blue ist die Veränderung. Laut Courtney LaPlante wäre es so, „als würde man einer Person dabei zuhören, wie sie von einer großen Veränderung in ihrem Leben spricht; was sie durchmacht und versucht, mit all den Gefühlen klarzukommen, die damit verbunden sind“.
Das Lied Hurt You befasst sich mit toxischer Co-Abhängigkeit und dem „Gefühl zu wissen, dass etwas zum Scheitern verurteilt ist“. Dennoch entscheidet sich diese Person dafür, „mit dem Schiff unterzugehen“. Den Text von Holy Roller beschreibt Courtney LaPlante, wie sie als ihre Version des Teufels spricht. Ihre Depressionen würden versuchen, sie und ihre Taten zu korrumpieren und zu sagen, dass sie nicht gut genug sei. LaPlante erklärte dazu, dass sie nicht religiös sei und den Teufel nicht als ein Monster sieht, sondern als eine Person, die einem etwas zuflüstert und damit Mist verursacht. Das Titellied Eternal Blue handelt davon, wie Courtney LaPlante einst das schmerzhafte Ende einer Freundschaft erlebte. Sie beschrieb die Situation als „Trost, den sie am Tiefpunkt ihres Lebens erlebte“.
Circle with Me fängt die verschiedenen Emotionen ein, die die Sängerin Courtney LaPlante über ihre Musik empfindet. Diese reichen von der Angst vorm Scheitern bis zum Selbstvertrauen, dass einem vor Selbstzweifel schützt.
Das abschließende Lied Constance widmete Courtney LaPlante ihrer an Demenz erkrankten Großmutter Phyllis, die Anfang 2021 verstarb. Da zu dieser Zeit die Grenzen zu den Vereinigten Staaten geschlossen waren, konnte LaPlante nicht zur Beerdigung.

## Rezeption

### Rezensionen
Max Morin vom Onlinemagazin Metal Injection schrieb, dass „eine Klassifizierung von Spiritbox sinnlos wäre“. Spiritbox würde uns „in eine Welt jenseits von Subgenres drücken“ und veröffentlichten „den ersten Meilenstein der 2020er Jahre“. An Eternal Blue wird man sich „erinnern als eine Spielwende, als ein totales Zurücksetzen des Regelbuchs erinnern wie einst bei Slipknots Debütalbum, Panteras Cowboys from Hell oder Linkin Parks Hybrid Theory“. Es wäre sicher, dass „die Metalszene nach diesem Album nicht mehr dieselbe wäre“. Morin bewertete Eternal Blue mit der Höchstnote zehn. Laut Martin Iordanidis vom deutschen Magazin Visions wird Eternal Blue „neue Maßstäbe für extremen Hybrid-Metal setzen und den Begriff Djent auch im Mainstream verankern“. Neben den Downtuning-Riffs „leben Dubstep- und Trance-Segmente genau selbstverständlich wie der süßlich-bittere Gesang von LaPlante“. Es wäre „spannend anzusehen, ob Eternal Blue eher als trauriges Indiepop-Album mit harten Gitarren oder als das neueste OS-Update des Metal Geschichte schreiben wird“. Iordanidis vergab neun von zwölf Punkten. Laut Alexander Santel vom deutschen Magazin Metal.de dagegen „enttäuscht das Album nach der hohen Erwartungshaltung durch die bislang veröffentlichten Singles ein wenig“. Die bislang noch nicht veröffentlichten Lieder würden „zu blass bleiben, um wirklich große Ausrufezeichen zu setzen“. Spiritbox bleiben „eine der innovativsten und interessantesten neuen Nachwuchsband, können ihren selbst gesetzten Standard auf ihrem Debüt nicht ganz halten“. Santel vergab sieben von zehn Punkten.

### Chartplatzierungen
| ChartsChartplatzierungen            | Höchstplatzierung | Wochen |
| ----------------------------------- | ----------------- | ------ |
| Deutschland (GfK)                   | 17 (2 Wo.)        | 2      |
| Kanada (MC)                         | 9 (1 Wo.)         | 1      |
| Österreich (Ö3)                     | 40 (1 Wo.)        | 1      |
| Schweiz (IFPI)                      | 50 (1 Wo.)        | 1      |
| Vereinigte Staaten (Billboard)      | 13 (1 Wo.)        | 1      |
| Vereinigte Staaten (Billboard Rock) | 1 (1 Wo.)         | 1      |
| Vereinigtes Königreich (OCC)        | 19 (1 Wo.)        | 1      |

In der ersten Woche nach der Veröffentlichung konnte die Band rund 23.000 Album-äquivalente Einheiten absetzen, davon entfielen etwa 19.000 auf reine Verkäufe. Neben Platz 13 in den US-amerikanischen Albumcharts erreichte Eternal Blue Platz eins der Billboard-Charts Hard Rock Albums und Vinyl Album Sales. In Australien belegte das Album Platz acht. Bis März 2025 konnten Spiritbox in den USA etwa 235.000 Album-äquivalente Einheiten absetzen.

### Bestenlisten
Das US-amerikanische Onlinemagazin Revolver führte Eternal Blue auf Platz zwei der Liste der 25 besten Alben des Jahres 2021. Das US-amerikanischen Onlinemagazin Loudwire kürte Circle with Me zum zweitbesten Metal-Song des Jahres und Eternal Blue als bestes Rock- und Metal-Alben des Jahres 2021.
| Publikation       | Liste                                   | Platz |
| ----------------- | --------------------------------------- | ----- |
| Kerrang!          | The 50 Best Albums of 2021              | 2     |
| Loudwire          | The 45 Best Rock + Metal Albums of 2021 | 1     |
| Loudwire          | The 35 Best Metal Songs of 2021         | 2     |
| Metal Hammer (UK) | Top 10 metalcore albums of 2021         | 1     |
| Revolver          | 25 Best Albums of 2021                  | 2     |

### Musikpreise
Bei den Juno Awards 2022 wurden Spiritbox in den Kategorien Breakthrough Group of the Year und Metal/Hard Music Album of the Year nominiert, die Preise gingen jedoch an die Bands Monowhales bzw. Archspire. Bei den Heavy Music Awards 2022 wurden Eternal Blue in den Kategorien Best Album und Best Production nominiert. Darüber hinaus erhielt die Band eine Nominierung in der Kategorie Best International Artist und Circle with Me eine Nominierung in der Kategorie Best Single. Jedoch gingen Spiritbox bei der Preisverleihung leer aus.